# Семлін (гміна Зблево)
Семлін (пол. Semlin) — село в Польщі, у гміні Зблево Староґардського повіту Поморського воєводства.
Населення — 412 осіб (2011).

## Демографія
Демографічна структура станом на 31 березня 2011 року:
|          | Загалом | Допрацездатний вік | Працездатний вік | Постпрацездатний вік |
| -------- | ------- | ------------------ | ---------------- | -------------------- |
| Чоловіки | 210     | 60                 | 133              | 17                   |
| Жінки    | 202     | 43                 | 126              | 33                   |
| Разом    | 412     | 103                | 259              | 50                   |